# Paul Mantz (aviateur)
Pour l’article homonyme, voir Paul Mantz.
Albert Paul Mantz, né le 2 août 1903, mort le 8 juillet 1965, est un pilote de courses aériennes, cascadeur pour le cinéma et consultant à partir des années 1930 jusqu'à sa mort dans les années 1960. Il a été à la fois connu à Hollywood et dans le domaine des courses aériennes.

## Biographie
Paul Mantz nait en Californie et grandit à Redwood City. Quand son père meurt en 1918 d'une crise cardiaque, il commence à faire des petits boulots pour aider sa mère, et assiste aux premiers meetings aériens. Il prend ses premières leçons de pilotage à l'âge de 16 ans. Il remporte à trois reprises le Trophée Bendix en 1946, 1947 et 1948.
Paul Mantz, pilote réputé, fonde une compagnie aérienne (Tallmantz aviation), spécialisée dans les tournages aériens, et réalise des cascades pour plusieurs films hollywoodiens.
Paul Mantz se tue lors du tournage du film Le Vol du Phœnix aux commandes d'un Tallmantz Phoenix P-1 (en).

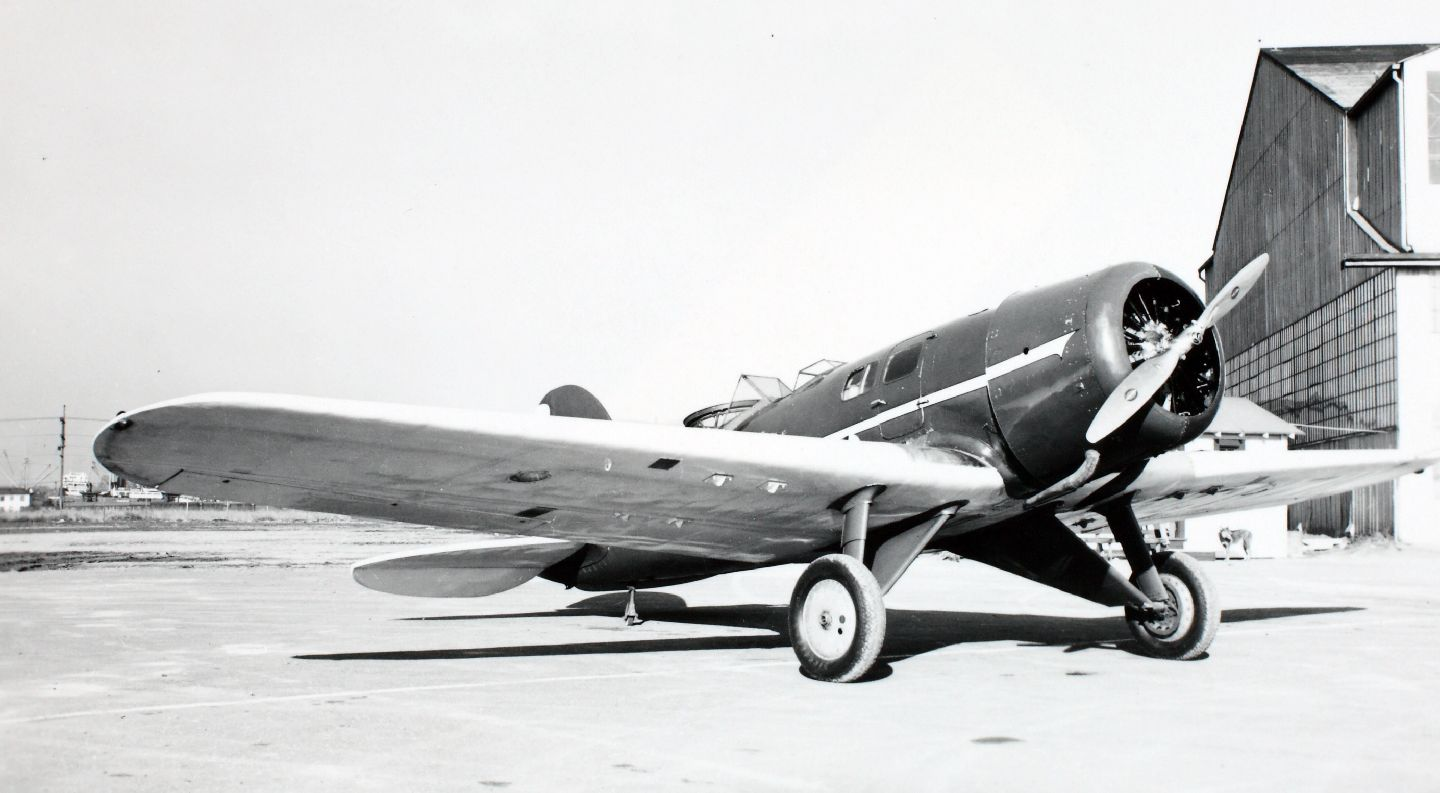
Le Lockheed Sirius de Paul Mantz.

## Filmographie
- 1932 : Tête brûlée (titre original : Air Mail) de John Ford : cascadeur aérien
- 1933 : Le Signal (Central Airport) de William A. Wellman : conseiller aérien
- 1939 :  Seuls les anges ont des ailes d'Howard Hawks : cascadeur aérien
- 1941 : Flying Cadets d'Erle C. Kenton
- 1945 : Bombes sur Hong-Kong (God Is My Co-Pilot)
- 1963 : Un monde fou, fou, fou, fou (It's a Mad, Mad, Mad, Mad World)
- 1965 :  Le Vol du Phœnix : cascadeur aérien, mort pendant le tournage

## Postérité
- 1976 : Amelia Earheart (en) (série télévisée biographique), son rôle y est tenu par Stephen Macht.
- 1988 : Pancho Barnes (en) (téléfilm de John Michael Hayes), le rôle de Paul Mantz est tenu par Kurt Rhoads.

## Distinctions
- Bendix Trophy, 1946, 1947, 1948[2]
- Inscrit dans le Motorsports Hall of Fame of America en 2002[3]
- Inscrit dans l'International Council of Air Shows Foundation Hall of Fame[4]